# X5D
Korg X5D — цифровой полифонический синтезатор, разработанный компанией Korg в 1995 году. Имел полноразмерную пятиоктавную клавиатуру, 16-частную мультитембральность, 64-нотную полифонию. 8 Мб семплов составляли 128 предустановленных программ, возможность записи 100 пользовательских пэтчей и 100 перфомансов.
Инструмент совместим с General MIDI. Процессор эффектов мог производить два эффекта одновременно из 47 имеющихся алгоритмов. Колеса модуляции и высоты тона располагались над клавиатурой. На задней панели находились два выхода, интерфейс для подключения к ПК, а также альтернативные строи. Для редактирования звуков в комплекте с синтезатором поставлялась программа MOTU Unisyn.